# Стивенсон, Малькольм
Сэр Ма́лкольм Сти́венсон (англ. Sir Malcolm Stevenson; 15 марта 1878 — 27 ноября 1927) — британский колониальный чиновник, верховный комиссар и первый губернатор Кипра, позднее губернатор Сейшельских островов.

## Биография
Стивенсон родился в Лисберне (Ирландия), получил образование в Тринити-колледже в Дублине, который окончил в 1901 году. В том же году Стивенсон устроился в британскую администрацию Цейлона, дослужившись до должности второго помощника колониального секретаря в мае 1911 года. С декабря 1912 года по октябрь 1913 года находился в распоряжении Министерства по делам колоний в Лондоне, но затем вернулся на Цейлон в качестве личного секретаря губернатора сэра Роберта Чалмерса. В 1914 году Стивенсон женился на дочери Чалмерса Мейбл и в 1915 году был произведён в главные помощники колониального секретаря Цейлона.
В мае 1917 года Стивенсон был назначен главным секретарём британской администрации Кипра, а 31 декабря 1918 года занял пост Верховным комиссаром Кипра. В мае 1925 года, после того, как Кипру был присвоен статус британской колонии, он стал первым его губернатором и занимал этот пост до ноября 1926 года. В мае 1927 года был назначен губернатором Сейшельских островов, но внезапно скончался 27 ноября 1927 года.

## Награды
Стивенсон был кавалером ордена Святого Михаила и Святого Георгия (1920) и Рыцарем-командором ордена Святого Михаила и Святого Георгия (1923).